# 菲亞特 (印第安納州)
菲亞特（英語：Fiat）是位於美國印地安納州傑伊縣的一個非建制地區。該地的面積和人口皆未知。